# Gaoligongshanj National Nature Reserve
Gaoligongshanj National Nature Reserve är ett naturreservat i Kina. Det ligger i provinsen Yunnan, i den sydvästra delen av landet, omkring 430 kilometer väster om provinshuvudstaden Kunming.
Genomsnittlig årsnederbörd är 1 537 millimeter. Den regnigaste månaden är juli, med i genomsnitt 402 mm nederbörd, och den torraste är januari, med 4 mm nederbörd.